# Medal of Honor
A Medal of Honor (magyar fordításban Becsület érdemérem vagy Becsületérem) a legmagasabb fokozatú amerikai katonai kitüntetés, hasonló a brit Viktória-kereszthez és a Francia Köztársaság Becsületrendjéhez. Azok az amerikai katonák kapják, akik „az életük kockáztatásával, kiemelkedő vitézséget és elszántságot tanúsítva, messze a kötelezettségeken felül teljesítenek a fegyveres ellenséggel szembeni harci cselekmény során.” Természetéből adódóan ezt a becsületérmet gyakran adományozzák posztumusz jelleggel.
A kitüntetésre az összes amerikai haderőben szolgáló katona jogosult. Saját formájú kitüntetése van a légierőnek, a hadseregnek és a haditengerészetnek. A tengerészgyalogság és a parti őrség a haditengerészeti kitüntetést használja. A Medal of Honort többnyire maga az amerikai elnök adja át a kitüntetettnek, illetve posztumusz kitüntetések esetén a családtagoknak. A kitüntetés különleges jogi védelmet élvez.
A Pentagon statisztikái szerint a második világháborúban 464, a koreai háborúban 133, a vietnámi háborúban 246 alkalommal ítélték meg a Medal of Honort. Az Army Times elemzése szerint a 2000-es évek iraki és afganisztáni háborúiban részt vett egymillió katonára jutott egy Medal of Honor. A korábbi háborúknál ez az arány 100 000 katonánként egy kitüntetés volt.
A Medal of Honor egyike az amerikai haderő nyakba akasztható kitüntetéseinek, de csupán az egyetlen olyan, amely amerikai katonáknak adományozható. A másik ilyen hasonlóan magas szintű kitüntetés a többfokozatú Legion of Merit parancsnoki fokozata, melyet azonban csak külföldi személyek kaphatnak meg. Az amerikai katonák ennek a kitüntetésnek a fokozat nélküli változatát kapják.

## Eredete
A katonák hősiességét hivatalosan először George Washington ismerte el 1782. augusztus 7-én, amikor is létrehozta a Badge of Military Merit kitüntetést. Ez volt az újonnan alakult Egyesült Államok első harci kitüntetése, és a Fidelity Medallion után a második legrégebbi amerikai katonai kitüntetés.
Az amerikai függetlenségi háború után a Badge of Military Merit feledésbe merült, bár a személyes hősiességet jutalmazó kitüntetés ötlete megmaradt. 1847-ben, az mexikói–amerikai háború kitörése után megalapították a Certificate of Merit Medal kitüntetést azok számára, akik kiemelkedő tetteket hajtottak végre a csatamezőn.
Az amerikai polgárháború kezdetén Winfield Scott tábornoknak, az akkori vezérkari főnöknek javasolták egy egyéni érdemrend bevezetését. Scott ugyan nem fogadta el a kezdeményezést, ennek ellenére a kitüntetést a haditengerészet bevezette. Abraham Lincoln elnök 1861. december 21-én iktatta törvénybe a Navy Medal of Valor kitüntetést, a Public Resolution 82-t.
Az új kitüntetés tervezésével Gideon Welles haditengerészeti miniszter bízta meg a philadelphiai pénzverdét. Nem sokkal később a szárazföldi erők is egy hasonló kitüntetést terjesztettek elő, amelyet 1862. július 12-én iktattak törvénybe. A Medal of Honor névre hallgató kitüntetést tiszthelyettesek és közlegények kaphatták, akik a polgárháborúban kiemelkedő bátorságot tanúsítottak.

## Megjelenése

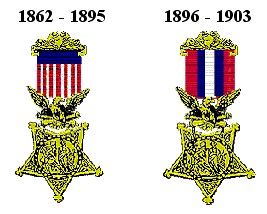
A szárazföldi erők Medal of Honor korai változatai

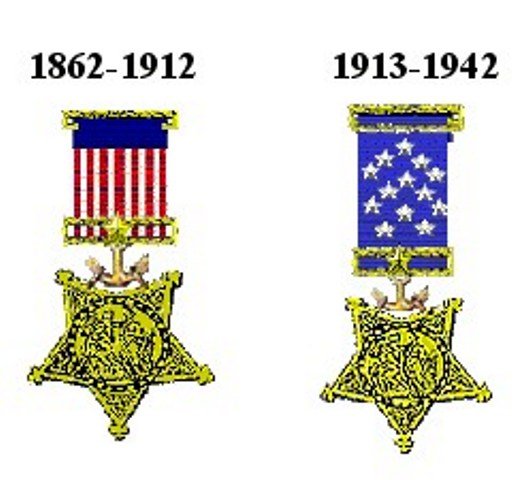
A haditengerészeti Medal of Honor korai változatai

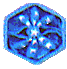
Kitűző polgári ruhához

Az 1862-es bevezetését követően a Medal of Honor külalakja sokat változott. A kitüntetés szárazföldi változatán jelenleg egy babérkoszorúval körülfont aranycsillag látható; a csillag tetején egy sas markol egy „Valor” (bátorság) feliratú sávot. Az érmét egy kapocs rögzíti egy világoskék selyem nyakszalaghoz. A szalag 1³⁄16 hüvelyk (30 mm) széles és 21¾ hüvelyk (552 mm) hosszú.
Az amerikai haderőben szolgáló összes katona jogosult a kitüntetésre. Saját formájú kitüntetése van a légierőnek, a szárazföldi erőknek és a haditengerészetnek. A tengerészgyalogság és a parti őrség a haditengerészeti kitüntetést használja, mivel adminisztratív szempontból a haditengerészeti minisztériumhoz tartoznak. A légierős kitüntetés alakját 1965-ben fogadták el, azelőtt a US Army Air Corps, a US Army Air Forces és a US Air Force tagjai a kitüntetés szárazföldi változatát kapták.
A parti őrségben szolgálók kitüntetése 1963 óta elviekben különbözik a haditengerészeti Medal of Honortól. A parti őrségtől a kitüntetést kiérdemelni nagyon nehéz, mert háborús konfliktus esetén a személyi állománya a haditengerészet kötelékébe kerül át alárendelésre. A parti őrség-féle Medal of Honornak azonban még külön tervezete sem létezik. A parti őrség történelme során eddig csupán egyetlenegy tagja részére ítélték oda a Medal of Honort. Douglas Monro jelzőszolgálatos matróz a guadalcanali csata során tanúsított helytállásáért, a kitüntetés haditengerészeti változatát kapta meg.
Azokban a kiemelkedően ritka esetekben, amikor egy katona több mint egy Medal of Honorban részesül, a katonai előírások szerint ezt egy kisdíszítéssel jelölik – a szárazföldi erők és a légierő tölgyfalevéllel, a haditengerészet pedig arany szolgálati csillaggal. Eddig 19 esetben kapott katona egynél több Medal of Honort.
A kitüntetés szalagsávja a nyakszalaggal megegyező színű világoskék. A szalagsávon öt fehér csillag szerepel egy „M” betűs alakzatban. A szalagsávot csak a díszegyenruhán nem hordják. A szalagsáv ¼ hüvelykkel (6 mm-rel) a többi kitüntetés felett, középen helyezkedik el. Polgári ruhán egy apró kitűzőt lehet viselni, amely ugyanolyan színű, mint a nyakszalag. A kitűzőt az érdemrenddel együtt adják át.

## Zászló adományozása

Medal of Honor díszzászló

2002. október 23-án egy törvénymódosítás tette lehetővé, hogy a Medal of Honor kitüntetettjei egy díszzászlóban is részesüljenek.
A zászló terve Bill Kendall nyugállományú őrmestertől származik, aki Darrell Lindsey százados, B–26 Marauder-pilóta és Medal of Honor-kitüntetett emlékére tervezte. Kendallhoz hasonlóan Lindsey százados is a kansasi Jeffersonból származott. Kendall zászlóterve világoskék alapon tizenhárom fehér csillagot ábrázolt. A tervezetet az amerikai hadsereg heraldisztikai intézetében dolgozó Sarah LeClerc továbbfejlesztette. A végsőként elfogadott változaton már nem szerepel a „Medal of Honor” kifejezés, valamint a zászló arany szegélyt kapott.
Az első Medal of Honor díszzászlót Paul R. Smith őrmester kapta posztumusz jelleggel az iraki háborúban tanúsított helytállásáért és áldozatáért. A zászlót és a kitüntetést a családjának adták át. 2006. szeptember 30-án a USS Constitution fedélzetén 60 Medal of Honor-kitüntetett vehette át a neki járó díszzászlót.

## Odaítélése
A Medal of Honort kétféleképpen lehet odaítélni. A leggyakrabban a kitüntetésre való felterjesztés végigjárja a ranglétrát, és minden szinten elfogadásra kerül. Ritkábban megesik az is, hogy egy állampolgári kérvény eredményeként egy kongresszusi képviselő terjeszt fel valakit a kitüntetésre, amelynek odaítéléséről is a kongresszus dönt. Mindkét esetben a kitüntetést az amerikai elnök adja át a Kongresszus nevében.

## A feltételrendszer fejlődése
Pár hónappal azután, hogy Abraham Lincoln elnök beiktatta a Public Resolution 82-t a haditengerészet Medal of Honorjával kapcsolatban, a hadsereg számára is bevezették ezt a kitüntetést. Az első kitüntetett hat uniós katona volt, akik eltérítettek egy déli gőzmozdonyt, és káoszt okoztak az ellenség soraiban. A 19. században a legtöbb Medal of Honort a zászló megmentéséért adományozták, ennek azonban nem csak hazafias oka volt, az akkori csatamezőkön a zászló fontos távközlési szerepet töltött be. Az amerikai polgárháború idejében másféle kitüntetésekre nem volt lehetőség, ezért több olyan cselekedetért is kaptak egyesek Medal of Honort, amiért manapság talán már nem azt kapnák. A kitüntetés feltételein az első világháborút követően szigorítottak. A második világháború után több Medal of Honorra javasolt is valószínűleg inkább Silver Start, Navy Crosst vagy hasonló kitüntetést kapott.
Az amerikai polgárháború során Edwin M. Stanton hadügyminiszter odaígérte a Medal of Honort mindenkinek, aki a toborzási idejének lejárta után is a 27. maine-i gyalogsági ezredben maradt. Sokan csak négy további napot maradtak az ezredben, majd leszereltek. A kavarodás miatt Stanton végül is az ezred összes katonájának, mind a 864 embernek megítélte a Medal of Honort.
1916-ban egy bizottságot állítottak fel amelyben öt tábornok is részt vett és megvizsgálták a hadsereg addigi összes Medal of Honor odaítélését. A Nelson Miles tábornok vezette vizsgálat azt ajánlotta, hogy a hadsereg vonjon vissza 911 kitüntetést. Ebben a számban szerepelt többek között a maine-i 27. gyalogezred 864 katonája, az a 29 katona, aki Abraham Lincoln sírjánál állt díszőrséget, hat civil és 12 egyéb eset, ahol a bizottság szerint jelentéktelen okból ítélték meg a kitüntetést. A bizottság javaslata alapján visszavonásra kell kerülnie az általuk javasolt elismeréseknek. A visszavonási javaslatot többször is felülvizsgálták és többek között az első női elismert Dr. Mary Edwards Walker (1877-ben) és a híres bölényvadász és komikus Buffalo Bill (1889-ben) de facto kikerült a javaslatból. A bizottság munkáját végül a Legfelsőbb Bíróság ajánlása zárta le, hiszen azt tanácsolták, hogy a javaslatban szereplők ellen a hadügyminisztérium ne tegyen semmit, így de jure a javaslat ellenére ők is elismertek maradtak.
A 20. század elején a haditengerészet több Medal of Honort is megítélt békeidős bátorságért. Hét matróz például azért részesült ebben a kitüntetésben, mert példátlan helytállást tanúsítottak a USS Iowa csatahajó kazánjának felrobbanásakor, 1904. január 25-én. John Henry Helms a USS Chicagón azért kapta a kitüntetést, mert megmentette Ishi Tomizi hajószakácsot a vízbefulladástól. Az első világháború után Richard Byrd és Floyd Bennett az Északi-sark meghódításáért részesültek a kitüntetésben. Thomas J. Ryan tengernagyot azért tüntették ki, mert az 1923-as jokohamai földrengést követően egy égő szállodából menekített ki egy nőt.

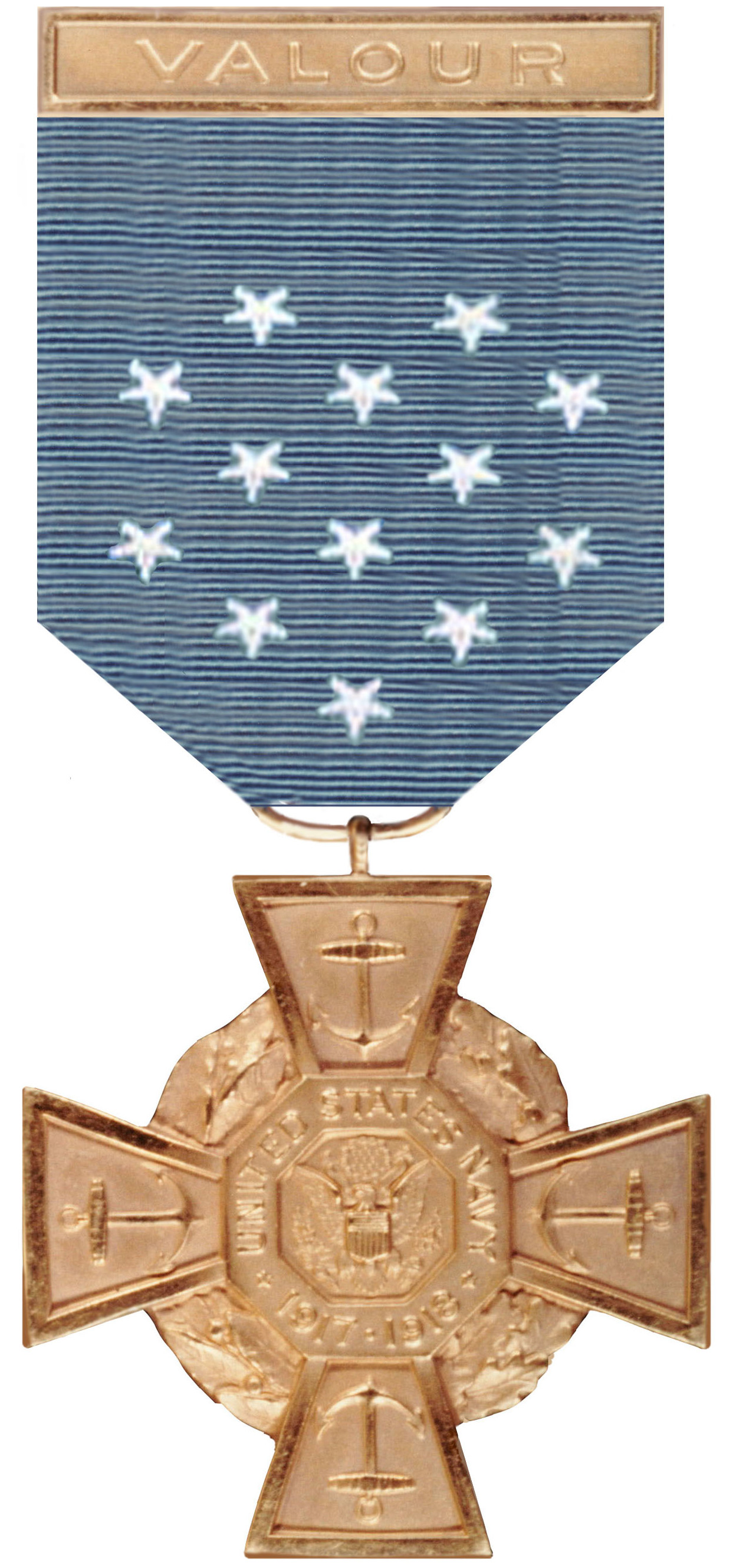
A Medal of Honor „Tiffany-kereszt” változata

1919 és 1942 között a haditengerészet két különféle változatban is kiosztotta a Medal of Honort – az egyiket a csatatéren kívüli bátorságért, a másikat a csatában tanúsított bátorságért. A nem harc közben szerzett érdemekért kapható Medal of Honort a kitüntetést gyártó cég neve után „Tiffany-keresztnek” is hívták. Az első „Tiffany”-t 1919-ben adták ki, ez a kitüntetés ritkaságnak számított és nem volt népszerű. Az alacsony népszerűség eredményeként 1942-ben a haditengerészet visszalépett az egyetlenegy Medal of Honor rendszeréhez, amelyet csak csatában tanúsított bátorságért ítélnek meg.
A második világháború kezdetétől számítva a kitüntetést kiemelkedő bátorságért ítélik oda, a messze a kötelezettségeken felüli teljesítményért, és csak akkor, ha a haditettet az ellenséggel szembeni csatában vitték véghez. A szigorítások eredményeként a második világháborúban, illetve utána odaítélt Medal of Honor kitüntetések nagyjából 60%-át posztumusz jelleggel adták át. William McGonagle kapitány ebből a szempontból kivétel, kitüntetését a Liberty-incidens során tanúsított helytállásáért kapta, amikor is izraeli vadászgépek a mai napig tisztázatlan körülmények között, ám állításuk szerint véletlenül, megtámadták a baráti USS Libertyt.

## A kitüntetéssel járó előjogok

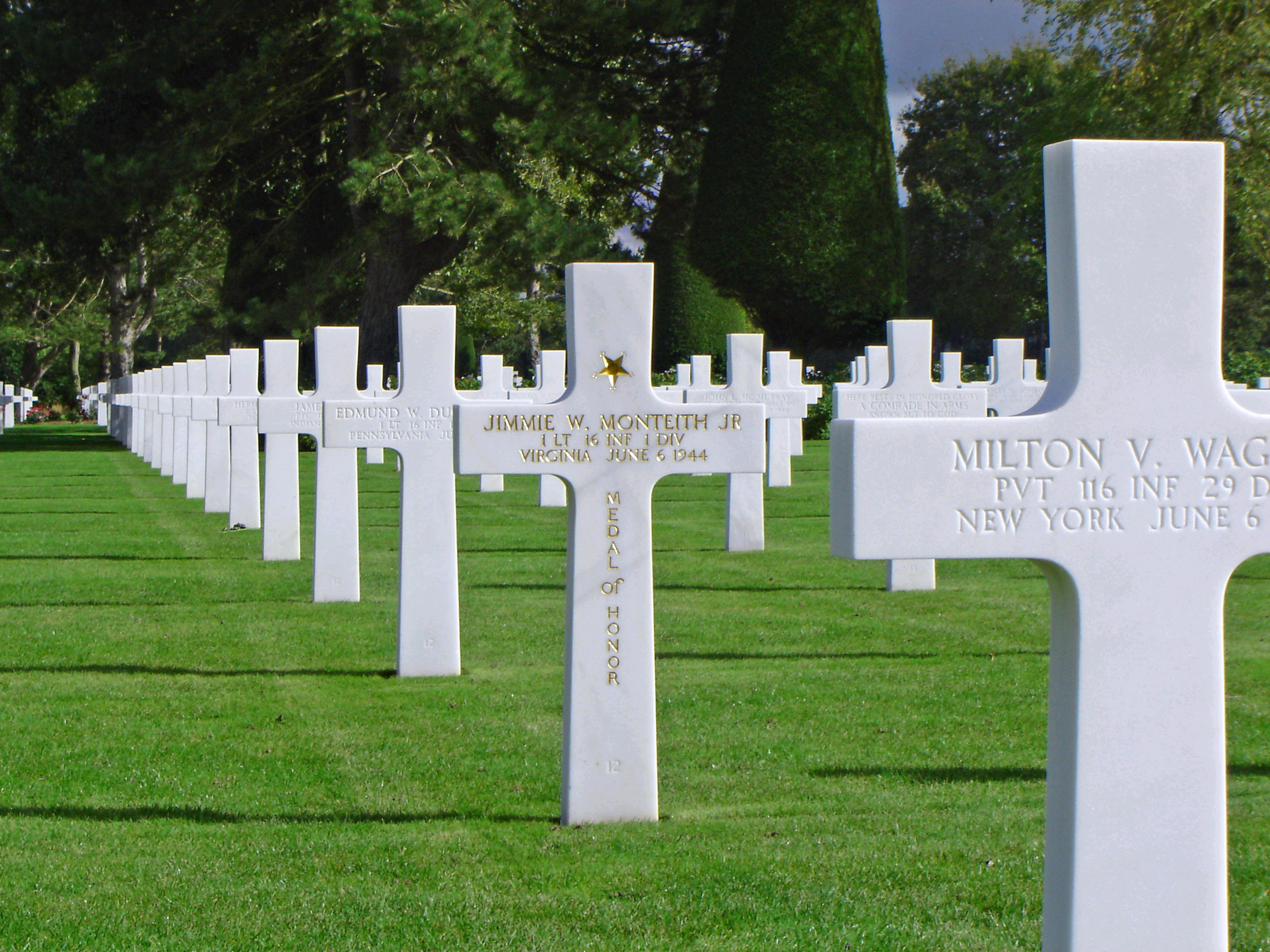
Egy kitüntetett sírhelye a normandiai amerikai katonai temetőben

A Medal of Honorral kitüntetettek hagyományőrző és jogi okokból is számos előjogot kapnak. A hagyomány szerint minden más katona, rangtól függetlenül, köteles tisztelegni a kitüntetettnek. Ha egy magasabb rangú tiszt találkozik egy alacsonyabb rangú, ám kitüntetett katonával, akkor ő a kitüntetésnek tiszteleg, nem várva be a katona tisztelgését. Az amerikai törvények szerint a kitüntetettek számos előnyben részesülnek:

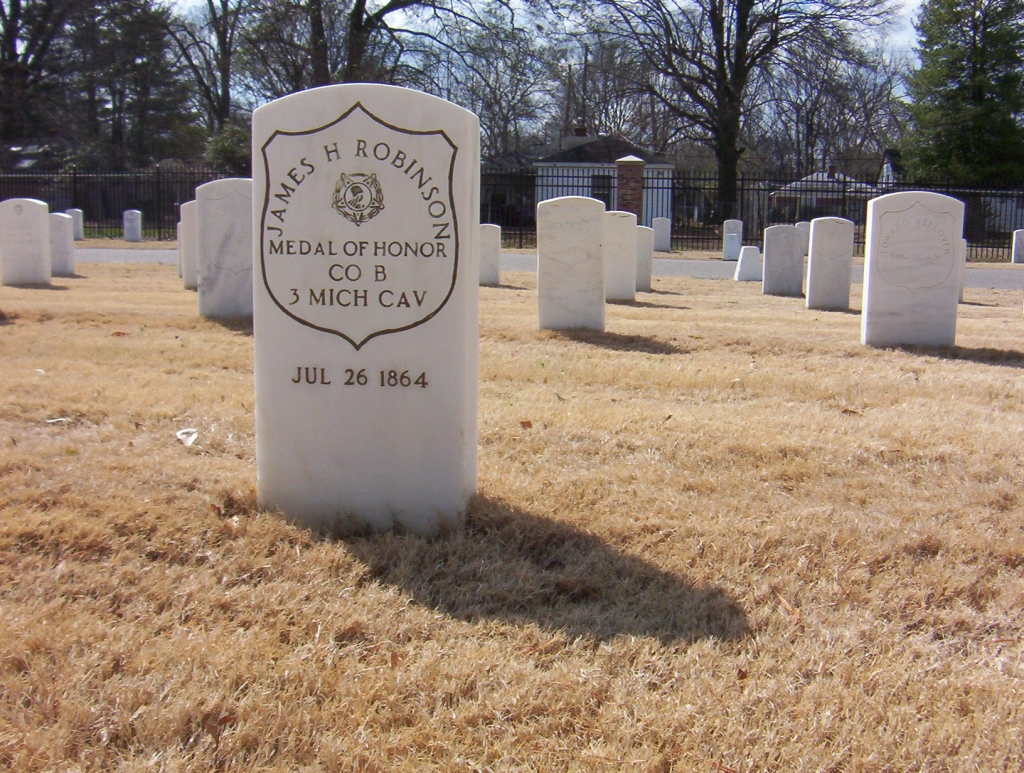
Egy kitüntetett sírhelye a memphisi katonai temetőben

- Minden kitüntetett havi 1027 dolláros különleges nyugdíj-kiegészítésben részesül.
- A sorállományú kitüntetettek jogosultak egy ruhapénz-kiegészítésre.
- Minden kitüntetett és családtagjai különleges vásárlási jogokat kap az amerikai támaszpontok kantinjaiban és áruházaiban.
- Minden kitüntetett különleges katonai légi utazási kedvezményben részesül.
- Minden kitüntetett gyermeke felvételi nélkül bekerülhet bármelyik amerikai katonai akadémiára.
- Minden kitüntetett 10%-kal több nyugdíjat kap.
- Minden kitüntetett jogosult, hogy az Arlingtoni Nemzeti Temetőben helyezzék örök nyugalomra.
- Minden 2002. október 23. utáni kitüntetett megkapja a Medal of Honor díszzászlót. A törvény szerint mindegyik még élő kitüntetett is megkapja a díszzászlót.[33]
- Mint az összes többi kitüntetést, a Medal of Honort is lehet polgári ruhákon hordani. A katonai szabályzat emellett a kitüntetetteknek engedélyezi, hogy bármikor viseljék a díszegyenruhájukat (bizonyos megkötések vannak azért egyes kereskedelmi, politikai tevékenységeket vagy szélsőséges köröket érintően). A fegyveres erők többi tagja csak kivételes alkalmakkor viselheti a díszegyenruháját.[34][35]

## Jogi védelme
2006 végéig a Medal of Honor volt az egyetlen katonai kitüntetés, amelyet kifejezetten védett egy szövetségi törvény. Ennek értelmében a kitüntetést tilos hamisítani, illetve eladni. A Stolen Valor Act of 2005 ezeket a jogi védelmeket a többi kitüntetésre is kiterjesztette.
Az összes Medal of Honort az amerikai védelmi minisztérium adja ki. A kitüntetéssel tilos visszaélni, és a Medal of Honor esetében a büntetés súlyosabb, mint a többi kitüntetésnél. Miután a hadsereg 1903-ban áttervezte a saját kitüntetését, a D37236 számú szabadalommal levédette azt, hogy mások ne gyárthassák. A szabadalom lejárta után a szövetségi kormány törvényben szabályozta a kitüntetés gyártását, viselését és kereskedelmét. A kitüntetéssel visszaélőket már többször is megbüntették, és számos veterán szövetség illetve civilszervezet foglalkozik azzal, hogy leleplezze a Medal of Honorral visszaélőket.
A Medal of Honort történelme során több cég is gyártotta. Egyiküket, a HLI Lordship Industriest 1996-ban több mint 100 000 dollárra büntették, mert 300 hamis kitüntetést gyártott és árult, darabját 75 dolláros áron.
Szintén 1996-ban történt, hogy Jackie Stern floridai lakost elítélték, mert úgy viselte a Medal of Honort, hogy arra nem volt jogosult. Hat hónapos fegyház helyett a szövetségi bíró egyéves próbaidőre ítélte, valamint arra, hogy a még élő 171 Medal of Honor-kitüntetett mindegyikének írjon bocsánatkérő levelet.

## Kitüntetettek

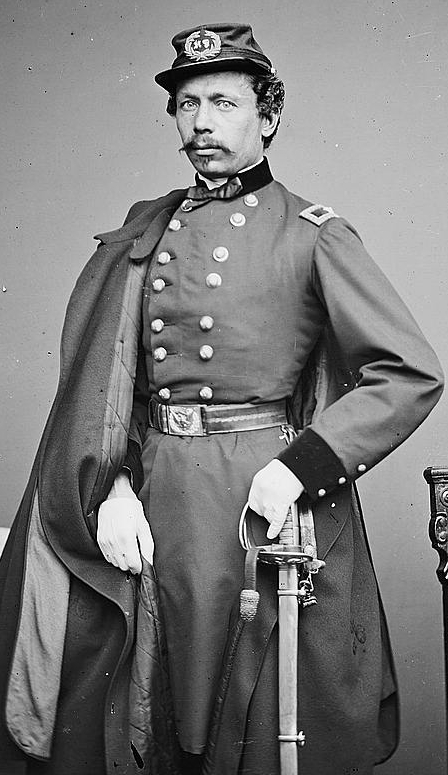
Számwald Gyula altábornagy

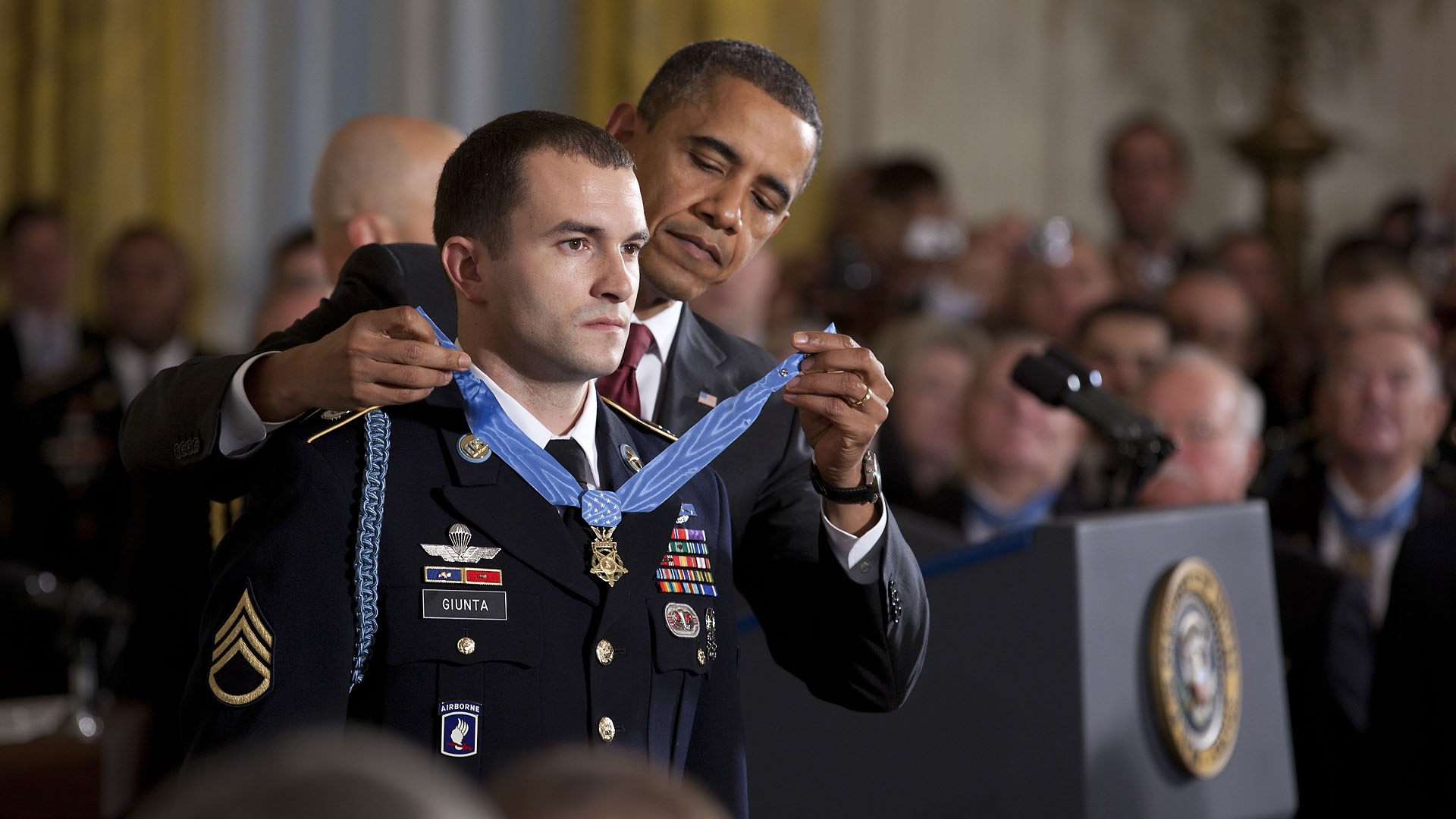
Az elnök Salvatore Giunta törzsőrmester nyakába akasztja a Medal of Honort

2008 márciusáig összesen 3469 Medal of Honort ítéltek meg 3449 ember számára. Tizenkilencen két alkalommal részesültek a kitüntetésben; ebből tizennégyen két kitüntetést kaptak két külön tettért, öten pedig ugyanazért a tettért kapták meg egyszerre a haditengerészet és a hadsereg Medal of Honorját. A második világháború kezdetétől számítva 854 Medal of Honort ítéltek meg, ebből 528-at posztumusz jelleggel. Összesen 625 embert tüntettek ki Medal of Honorral haláluk után.
A hadsereg első Medal of Honorját Jacob Parrott közlegény kapta az amerikai polgárháború során játszott szerepéért. Az egyetlen női kitüntetett Mary Edwards Walker, egy polgárháborús katonai orvos. Walker kitüntetését 1917-ben a Miles-bizottság visszavonásra javasolta, mint sok minden más, harci cselekményen kívüli hősiességért megítélt Medal of Honort is. Az első női kitüntetést Jimmy Carter elnök végül 1977-ben – posztumusz – minden kétséget kizáróan visszaadta Walkernek, aki egész életében küzdött kitüntetése elismertetéséért.
Bár az 1918 óta hatályban levő katonai szabályzat szerint a kitüntetettek csak az amerikai haderők sorából kerülhetnek ki, több kivételt is tettek. Charles Lindbergh például a légierő tartalékos tisztje volt, de a Medal of Honort polgári pilótaként vette át. A kitüntetést 1921. október 17-én Pershing tábornok az ismeretlen brit katonának adta meg, viszonzásul, hogy az ismeretlen amerikai katonát egy héttel korábban Viktória-kereszttel tüntették ki. E pár kivételtől eltekintve a Medal of Honort csak az amerikai haderőkben szolgálók kapták meg, bár ez nem jelentette feltétlenül azt, hogy mind amerikai állampolgárok voltak. A kitüntetést 61 kanadai kapta meg, főleg az amerikai polgárháborúban végzett tetteikért. 1900 óta csupán négy kanadait tüntettek ki Medal of Honorral. A vietnámi háborúban Peter C. Lemon volt az egyetlen kitüntetett kanadai.
Az elismertek között emigráns magyarok is találhatóak. Az Amerikai Magyar Szövetség legkevesebb nyolc elismertet tart számon magyar származásúként. A legismertebbek között megtalálható Számwald Gyula 1848-as honvéd főhadnagy, aki az amerikai polgárháborúban érdemelte ki, és az északiak hét magyar származású tábornokának egyike. Magyar származásúak és posztumusz elismertek a vietnámi háborúban elesett Rábel László, Molnár Ferenc Zoltán törzsőrmesterek és Leslie H. Sabó szakaszvezető.
Az amerikai haderők 1973-as vietnámi visszavonulása óta lényegesen ritkábban adományozzák a kitüntetést. Az azóta eltelt időben az elismertek többsége posztumusz kapta meg. Az első két kitüntetést Randy Shughart őrmester és Gary Gordon törzsőrmester érdemelte ki. Ők az amerikai hadsereg Delta Force kommandó mesterlövészeiként egy ellenség által lelőtt UH–60 Black Hawk helikoptert védtek meg az 1993-as mogadishui csatában (lásd A Sólyom végveszélyben című filmet).
Két másik kitüntetést az iraki háborúban tanúsított helytállásáért kapta Paul Ray Smith őrmester és Jason Dunham tengerészgyalogos tizedes. 2003 áprilisában Smith őrmester több mint ötven iraki katonát lőtt le a bagdadi repülőtéren, és így megakadályozta, hogy az irakiak lerohanjanak egy sebesült amerikaiakat elszállásoló elsősegélyhelyet. 2007. január 11-én George W. Bush elnök posztumusz Medal of Honort adományozott Dunham tizedesnek, miután az 2004 áprilisában egy kézigránátra vetette magát, hogy a szíriai határ közelében megmentse bajtársait.
2007. október 22-én Bush elnök a SEAL-kommandós Michael P. Murphy tengerész családtagjainak adta át a Medal of Honort, hálául az afganisztáni hősi helytállásáért.
2008. március 3-án Bush elnök posztumusz jelleggel Woodrow W. Keeble főtörzsőrmester családjának adományozta a kitüntetést a koreai háborúban tanúsított helytállásért. Keeble főtörzsőrmester 1982-ben hunyt el, és családja hosszú időn át küzdött azért, hogy a kétszer is elvesztett kitüntetési jelölést ismerjék el. A sziú származású Keeble volt az első amerikai indián, akit Medal of Honorral tüntettek ki. Ez volt egyébként a 49. Medal of Honor, melyet 1979 óta utólag ítéltek oda.
2008. március 17-én az amerikai védelmi minisztérium bejelentette, hogy Michael A. Monsoor tengerész, SEAL-kommandós családja 2008. április 8-án a Fehér Házban veheti át a posztumusz Medal of Honort.
2010. szeptember 10-én a Fehér Ház bejelentette, hogy Salvatore Giunta törzsőrmester lesz a Medal of Honor első élő, vagyis nem posztumusz kitüntetettje a vietnámi háború óta, aki az afganisztáni Korengal-völgyben 2007. október 25-én ádáz tűzharcban tanúsított kivételes helytállásáért és hősiességéért veheti át a kitüntetést az elnöktől. Mint az Afganisztánban harcoló negyedik kitüntetett, Giunta törzsőrmester 2010. november 16-án kapta meg Barack Obama elnöktől a Medal of Honort.

## Kitüntetések statisztikai adatai
A kitüntetések jelentős részét a szárazföldi erők katonái kapták meg és a legtöbb kitüntetést 1522 darabot az amerikai polgárháború során adományoztak.

| Háború                   | Kitüntetések száma | Háború                                 | Kitüntetések száma |
| ------------------------ | ------------------ | -------------------------------------- | ------------------ |
| Amerikai polgárháború    | 1522               | Indiánok elleni háború                 | 426                |
| 1871-es koreai expedíció | 15                 | Spanyol-amerikai háború                | 110                |
| Samoai polgárháború      | 4                  | Fülöp-szigeteki-amerikai háború        | 86                 |
| Bokszerlázadás           | 59                 | Mexikói expedíció                      | 56                 |
| Haiti (1915–1934)        | 8                  | Dominikai Köztársaság megszállása      | 3                  |
| Első világháború         | 124                | Nicaragua megszállása                  | 2                  |
| Második világháború      | 464                | Koreai háború                          | 133                |
| Vietnámi háború          | 249                | Hatnapos háború (USS Liberty incidens) | 1                  |
| Mogadishui csata (1993)  | 2                  | Iraki háború                           | 4                  |
| Afganisztáni háború      | 12                 | Békeidő                                | 193                |
| Ismeretlen               | 9                  |                                        |                    |

| Fegyvernem         | Kitüntetések száma |
| ------------------ | ------------------ |
| Szárazföldi erők   | 2447               |
| Haditengerészet    | 747                |
| Tengerészgyalogság | 299                |
| Légierő            | 18                 |
| Parti őrség        | 1                  |

### Kettős kitüntetettek
Tizenkilencen kapták meg kétszer a Medal of Honort, ebből öten ugyanazon cselekedetért megkapták a hadsereg és a haditengerész kitüntetését is.
| Név              | Fegyvernem         | Rang                   | Háború                                   | Megjegyzés                                                                                      |
| ---------------- | ------------------ | ---------------------- | ---------------------------------------- | ----------------------------------------------------------------------------------------------- |
| Frank Baldwin    | Szárazföldi erők   | főhadnagy, százados    | Amerikai polgárháború, indián háború     |                                                                                                 |
| Smedley Butler   | Tengerészgyalogság | őrnagy                 | Vera Cruz elfoglalása, Haiti elfoglalása |                                                                                                 |
| John Cooper      | Haditengerészet    | kormányos              | Amerikai polgárháború                    |                                                                                                 |
| Louis Cukela     | Tengerészgyalogság | őrmester               | Első világháború                         | Mindkét kitüntetés ugyanazért a tettért                                                         |
| Thomas Custer    | Szárazföldi erők   | hadnagy                | Amerikai polgárháború                    |                                                                                                 |
| Daniel Daly      | Tengerészgyalogság | törzsőrmester          | Bokszerlázadás, Haiti                    |                                                                                                 |
| Henry Hogan      | Szárazföldi erők   | törzsőrmester          | Indián háború                            |                                                                                                 |
| Ernest Janson    | Tengerészgyalogság | törzsőrmester          | Első világháború                         | Mindkét kitüntetés ugyanazért a tettért. A hadsereg kitüntetését Charles F. Hoffman néven kapta |
| John Kelly       | Tengerészgyalogság | közlegény              | Első világháború                         | Mindkét kitüntetés ugyanazért a tettért                                                         |
| John King        | Haditengerészet    | matróz                 | békeidő                                  |                                                                                                 |
| Matej Kocak      | Tengerészgyalogság | őrmester               | Első világháború                         | Mindkét kitüntetés ugyanazért a tettért                                                         |
| John Lafferty    | Haditengerészet    | tűzoltó                | Amerikai polgárháború, békeidő           |                                                                                                 |
| John McCloy      | Haditengerészet    | kormányos, főkormányos | Boxerlázadás, Vera Cruz                  |                                                                                                 |
| Patrick Mullen   | Haditengerészet    | másodvitorlamester     | Amerikai polgárháború                    |                                                                                                 |
| John Pruitt      | Tengerészgyalogság | tizedes                | Első világháború                         | Mindkét kitüntetés ugyanazért a tettért                                                         |
| Robert Sweeney   | Haditengerészet    | matróz                 | Békeidő                                  |                                                                                                 |
| Albert Weisbogel | Haditengerészet    | kapitány               | Békeidő                                  |                                                                                                 |
| Louis Williams   | Haditengerészet    | kapitány               | Békeidő                                  |                                                                                                 |
| William Wilson   | Szárazföldi erők   | tizedes                | Indián háború                            |                                                                                                 |

## Vitatott esetek
A kitüntetéshez kapcsolódik, hogy gyakran nagy vitákat vált ki az adományozása. Volt olyan, amikor már odaítélt elismerések jogosságát vitatták, és természetesen ennek ellenkezője is, hiszen faji vagy vallási alapú viták már többször keletkeztek, ha valaki hátrányosnak vélt helyzete miatt nem kapta meg a kitüntetést. Az amerikai hadsereg 1993-ban végzett tanulmánya szerint a második világháború során a Medal of Honor odaítélésében faji és vallási alapú megkülönböztetést tapasztaltak.
Egyetlenegy második világháborúban szolgáló fekete katona sem kapta meg a Medal of Honort. Részletes vizsgálatok eredményeként az 1993-as tanulmány azt javasolta, hogy több Distinguished Service Cross-t terjesszenek fel Medal of Honornak. 1997. január 13-án Bill Clinton elnök hét fekete második világháborús veteránnak illetve családjának adta át a kitüntetést. Ázsiai származású amerikaiak esetében is végeztek hasonló kutatásokat 1998-ban, aminek eredményeként 2000-ben Bill Clinton elnök 21 új Medal of Honort adott át – ebből 20-at a 442. ezredharccsoportban szolgáló japán származású veteránoknak.
2005-ben George W. Bush elnök a magyar születésű holokauszttúlélő Rubin Tibornak adta át a kitüntetést, aki többek szerint zsidó származása miatt nem kapott kitüntetést a koreai háborúban tanúsított helytállásáért.
A már odaítélt kitüntetések bírálatára is van példa. Az 1890. december 29-én Wounded Knee-nél történt mészárlás kapcsán, kifogást fogalmaztak meg egyes ma is élő amerikai indiánok, hiszen ott 20 érmet ítéltek oda az incidensben részt vevő katonáknak. Ők „Medals of Dishonor”-t érdemlőnek minősítették a hadsereg ottani tevékenységét. Felhívták a figyelmet arra is, hogy mindössze néhány magasabb elismerést kapott az a 64 000 Dél-Dakotából származó indián származású amerikai katona, aki becsülettel szolgálta végig a második világháborút.
Egyes amerikai és brit körökben nagy visszatetszést váltott ki, hogy a Medal of Honor néven futó játékprogramok között megjelent az Afganisztánban játszódó és az Anakonda hadműveletet története alapján készített verzió. Ebben a játékban lehet a tálibokat kiválasztva az amerikai katonák ellen harcolni. A játékprogram ellen tiltakozott Liam Fox brit védelmi miniszter, és az Amerikai Egyesült Államok megtiltotta, hogy az amerikai hadsereg vagy légierő bázisain lévő boltok forgalmazzák a játékot. A tiltakozások eredményeként az Afganisztánban meghalt katonák családját, rokonait sértő játék gyártója engedett, és Szembenálló Erőknek (Opposing Force) nevezte át a tálib harcosokat.